# いちご煮

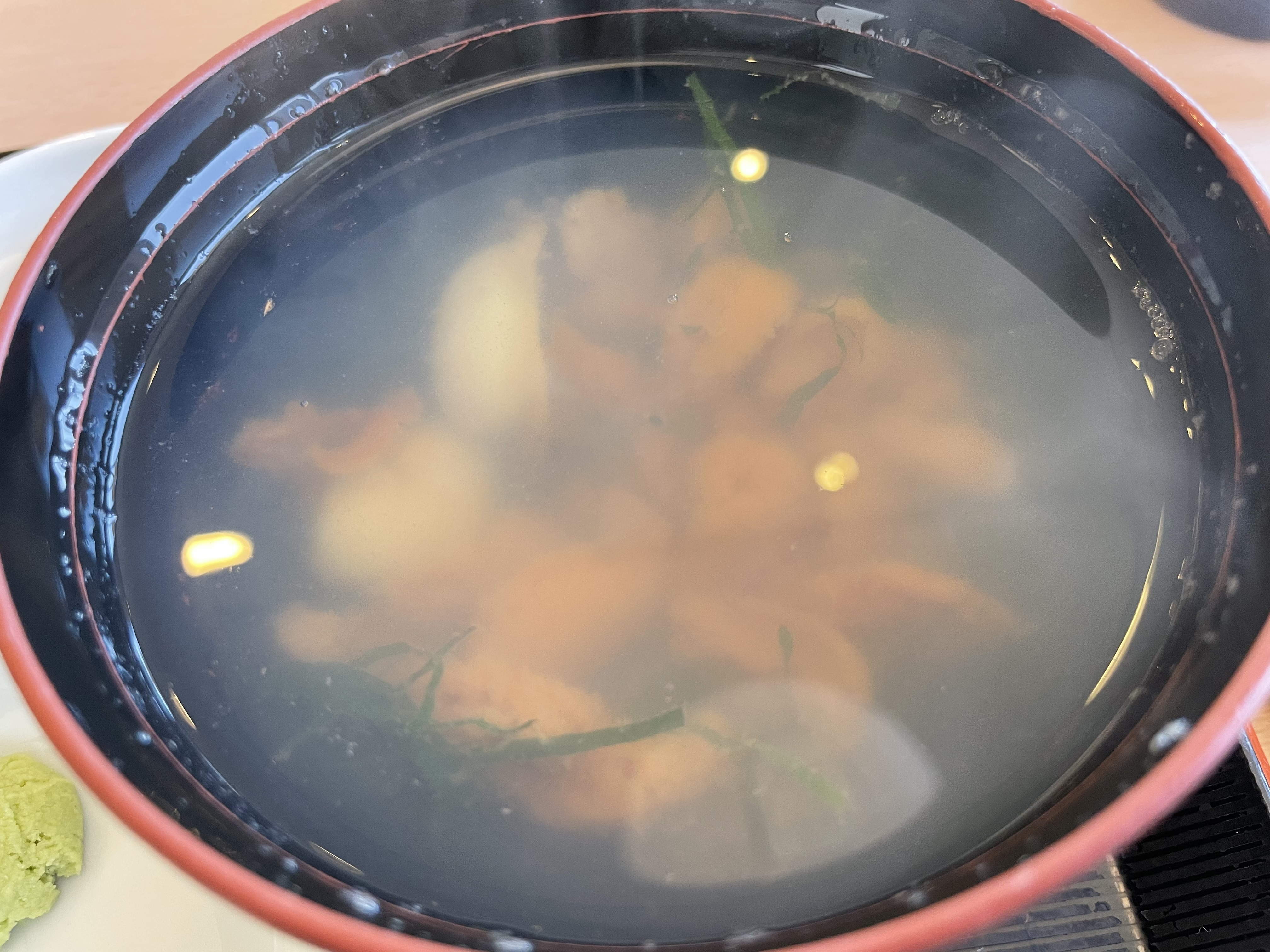
いちご煮

いちご煮（いちごに）とは青森県八戸市とその周辺の三陸海岸の伝統的な料理で、ウニとアワビの吸物である。
漁師が浜で獲ったウニやアワビを煮たのがはじまりという。大正時代に入ると、料亭の料理として供されるようになった。名前の由来は、椀に盛り付けたとき、アワビなどのエキスによって乳白色に濁った汁に黄金色のウニが浮かぶ様子が、朝露に霞む野いちごのように見えたことに由来する。ウニやアワビの高級化により家庭で作られることは減ったが、現代でもハレの食事として継承されている。
新鮮なウニとアワビを水やカツオ節のだしで煮て、少量の醬油で味を調えた後、青じその千切りを載せて作る。地元業者による缶詰も販売されている。
2007年12月18日、農林水産省の主催で選定された農山漁村の郷土料理百選において、せんべい汁と共に青森県を代表する郷土料理として選出されている。